# Takata (Unternehmen)

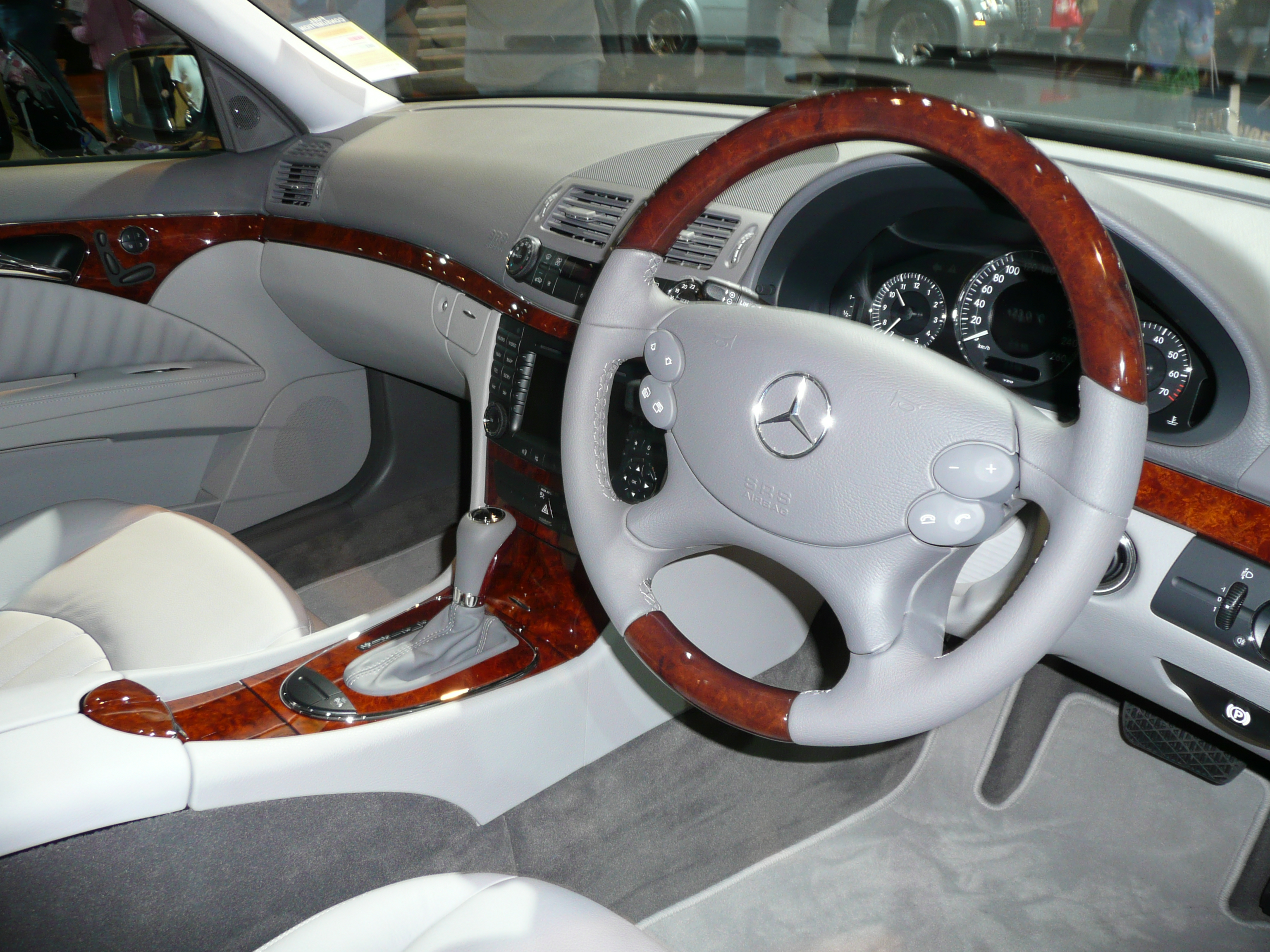
Lenkrad von Takata in einem Mercedes-Benz E-Klasse (W 211)

Takata KK (jap. タカタ株式会社, Takata Kabushiki kaisha, engl. Takata Corporation) war ein international tätiges Unternehmen, das Insassenschutzsysteme für Fahrzeuge herstellte. Nach dem Kauf der Petri AG (Aschaffenburg) im Jahr 2000 war das Unternehmen in Europa zunächst als Takata-Petri tätig, ab 2012 als Takata AG. Petri war als Lenkradhersteller bekannt und als solcher Zulieferer etlicher Automobilproduzenten.
Nach einer Insolvenz 2017 wurde Takata von der heutigen Joyson Safety Systems übernommen.

## Geschichte
Die Gründung des Unternehmens geht auf das Jahr 1933 zurück, als in Shiga (Japan) eine Fabrik unter dem Namen Takata Kojyo zur Herstellung von Reißleinen für Fallschirme gegründet wurde. In den 1950er Jahren entwickelte das Unternehmen verstärkt Sicherheitsgurte, die ab den 1960er Jahren in großer Stückzahl hergestellt wurden. Um die Sicherheit der Gurte zu gewährleisten, baute Takata 1963 in Japan die weltweit erste Anlage zur Durchführung von Crashtests. Die damals noch unabhängige Petri AG Aschaffenburg baute 1981 in Zusammenarbeit mit Mercedes-Benz den ersten Airbag. Im Jahr 2000 übernahm Takata die Petri AG.
2014 hatte das Unternehmen weltweit 55 Fertigungsstätten und 15 Forschungs- und Entwicklungszentren. Von den ca. 43.000 Mitarbeitern waren über 13.000 in Europa beschäftigt. 2013 wurden ca. 40 % der Produkte in Amerika verkauft, ca. 26 % in Europa und ca. 34 % in Asien (davon 15,6 % in Japan).
In Europa hat Takata 17 Fabriken, davon drei in Rumänien: zwei in Arad für Lenkräder und Sicherheitsgurte sowie eine in Hermannstadt für Airbags. Diese standen 2017 zum Verkauf an das US-Unternehmen Key Safety Systems (KSS).
.
Am 26. Juni 2017 beantragte Takata in Tokio die Eröffnung eines Insolvenzverfahrens, ebenso die US-Tochter. Für das europäische Geschäft ist dies nicht beabsichtigt. Gemessen an den Verbindlichkeiten von mehr als einer Billion Yen (8,1 Milliarden Euro) ist es eine der größten Insolvenzen in der japanischen Wirtschaftsgeschichte. Zum 11. April 2018 wurde Takata dann durch die Key Safety Systems übernommen. Im Zuge der Übernahme nannte sich Key Safety Systems in Joyson Safety Systems (JSS) um. JSS ist heute ein Gemeinschaftsunternehmen der chinesischen Ningbo Joyson Electronic Corporation und des aus Hongkong stammenden Finanzinvestors PAG (früher Pacific Alliance Group).

## Produkte
Die Produktpalette von Takata umfasst:
- Lenkräder
- Airbags für Front- und Seitenaufprall – inklusive Gasgeneratoren (20 % Marktanteil um 2014[5])
- Sicherheitsgurt-Systeme
- Elektronik/Sensorik für Fahrzeuge
- Kfz-Kunststoffteile
- Kindersitze
- Ingenieur-Dienstleistungen, z. B. im Bereich Crashtests oder auch System-Modellierung

## Todesfälle durch Airbags
Im Jahr 2014 forderte die amerikanische Verkehrssicherheitsbehörde NHTSA Takata zum Rückruf aller eingebauten Frontairbags in den feuchteren Südstaaten der Vereinigten Staaten auf, da es zu fünf Todesfällen (4 in den USA, 1 in Malaysia) gekommen war, die eindeutig auf Schrapnellverletzungen durch herumfliegende Metallsplitter infolge regulär und fehlausgelöster Fahrerairbags zurückzuführen waren. Grund für die Fehlauslösung der Airbags war, dass Takata im Jahr 2001 den Treibstoff Tetrazol durch das billigere Ammoniumnitrat ersetzt hatte. Ammoniumnitrat ist empfindlich gegenüber Temperatur- und Feuchtigkeitsänderungen und zersetzt sich im Lauf der Zeit, wobei explosionsanfälligere Verbindungen mit höherer Reaktionsgeschwindigkeit entstehen und so zu einer stärkeren Airbag-Auslösung führen können.
Im Jahr 2015 startete Takata nach Vorgaben der US-Verkehrssicherheitsbehörde die größte Rückrufaktion der USA (34 Millionen Fahrzeuge). Betroffen waren japanische Automarken weltweit sowie Autobauer mit Produktionsstandort in den USA. Im Mai 2016 wurde der Rückruf von über 35 Millionen weiterer Airbags in den Vereinigten Staaten bekannt. Elf Todesfälle werden mit diesem Defekt in Zusammenhang gebracht.
Mitte Januar 2017 einigten sich Takata und die US-Justizbehörden auf eine Strafzahlung in Höhe von umgerechnet etwa 940 Millionen Euro. Das Unternehmen gestand kriminelle Vergehen ein, gegen drei Manager wurden Strafanzeigen gestellt.
Citroën hatte wegen spezieller Takata-Airbags bereits eine Rückrufaktion laufen, als nach einem tödlichen Unfall in Frankreich der französische Verkehrsminister Citroën im Juni 2025 zu einem „Drive Stop“ drängte. Betroffen sind über 440.000 Citroën C3 Typ 2 (Baujahre 2009 bis 2017) und Citroën DS3 (Baujahre 2009 bis 2017) in Deutschland, Frankreich und Belgien.
In der Schweiz, wo die erste Rückrufaktion bereits 2010 begann, sind laut dem Bundesamt für Strassen (Astra) im Jahr 2025 noch rund 93.000 Fahrzeuge mit Takata-Airbags unterwegs. Laut Recherchen von RTS sind es mindestens 98.000 Fahrzeuge. Todesfälle aufgrund fehlerhafter Takata-Airbags sind in der Schweiz bisher keine bekannt.